# Roche tremblante de Huelgoat
La roche tremblante (en breton Ar Roc'h Gren) ou la pierre branlante de Huelgoat se situe à Huelgoat, dans le Finistère, région Bretagne. C’est un tor de 7 mètres de long pour 3 mètres de hauteur, de 137 tonnes, et qui, de par son érosion, est posée en équilibre et vacille par une simple poussée de la main. 
Cette pierre est inscrite à l'Inventaire du patrimoine culturel immatériel en France pour les pratiques culturelles auxquelles elle donne naissance.

## Historique
La pierre est un élément structurant le patrimoine environnemental en Bretagne. De nombreuses légendes et croyances lui sont liées, ainsi que des pratiques culturelles.
Ainsi, les dolmens sont les maisons des fées et des korrigans, les menhirs quant à eux vont boire de l’eau à la mer la nuit de Noël. L’Église s’est elle aussi créé des mythes en présentant les pierres de Bretagne comme des vestiges de la venue des saints évangélisateurs de l’Armorique. Les pierres deviennent alors synonymes de miracle, on les touche pour s’assurer un mariage heureux et une descendance.
Mais la forêt de Huelgoat est particulièrement propice à ce genre de croyance du fait de la présence de nombreuses pierres de ce type.  Elle est en effet célèbre et visitée pour ses chaos granitiques. Il s’agit selon les scientifiques de blocs de magmas restés sous terre, qui apparaissent après plusieurs milliers d’années avec l’érosion. De plus, avec l’infiltration des eaux, les blocs se fissurent, se cassent, se forment, et parfois s’effritent, ce qui les place quelques fois en équilibre sur une surface. Le cas de Huelgoat est d’autant plus intéressant que les pierres ont glissé le long des pentes pour se regrouper dans le vallon, l’actuelle forêt.

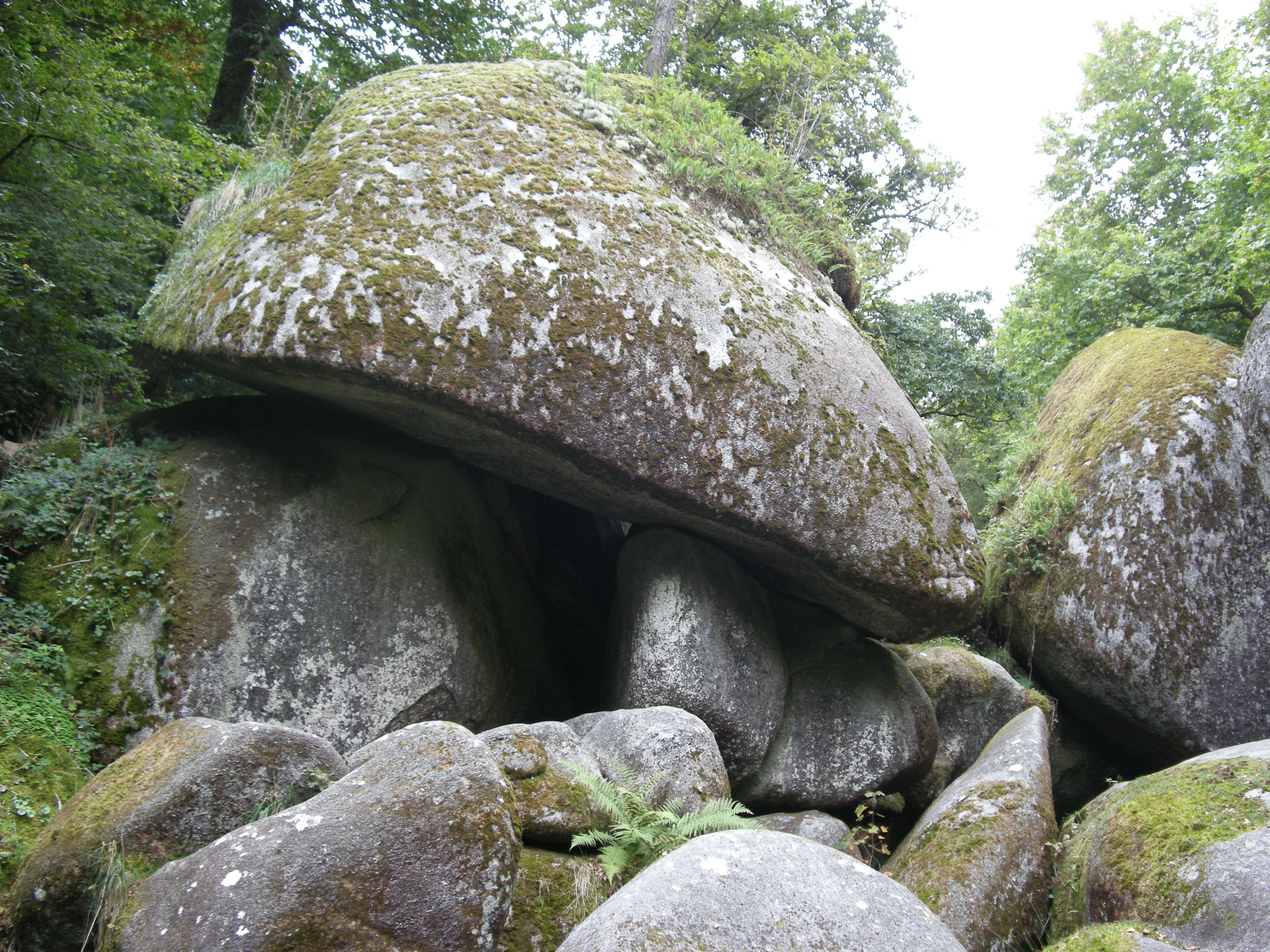
Le Ménage de la Vierge

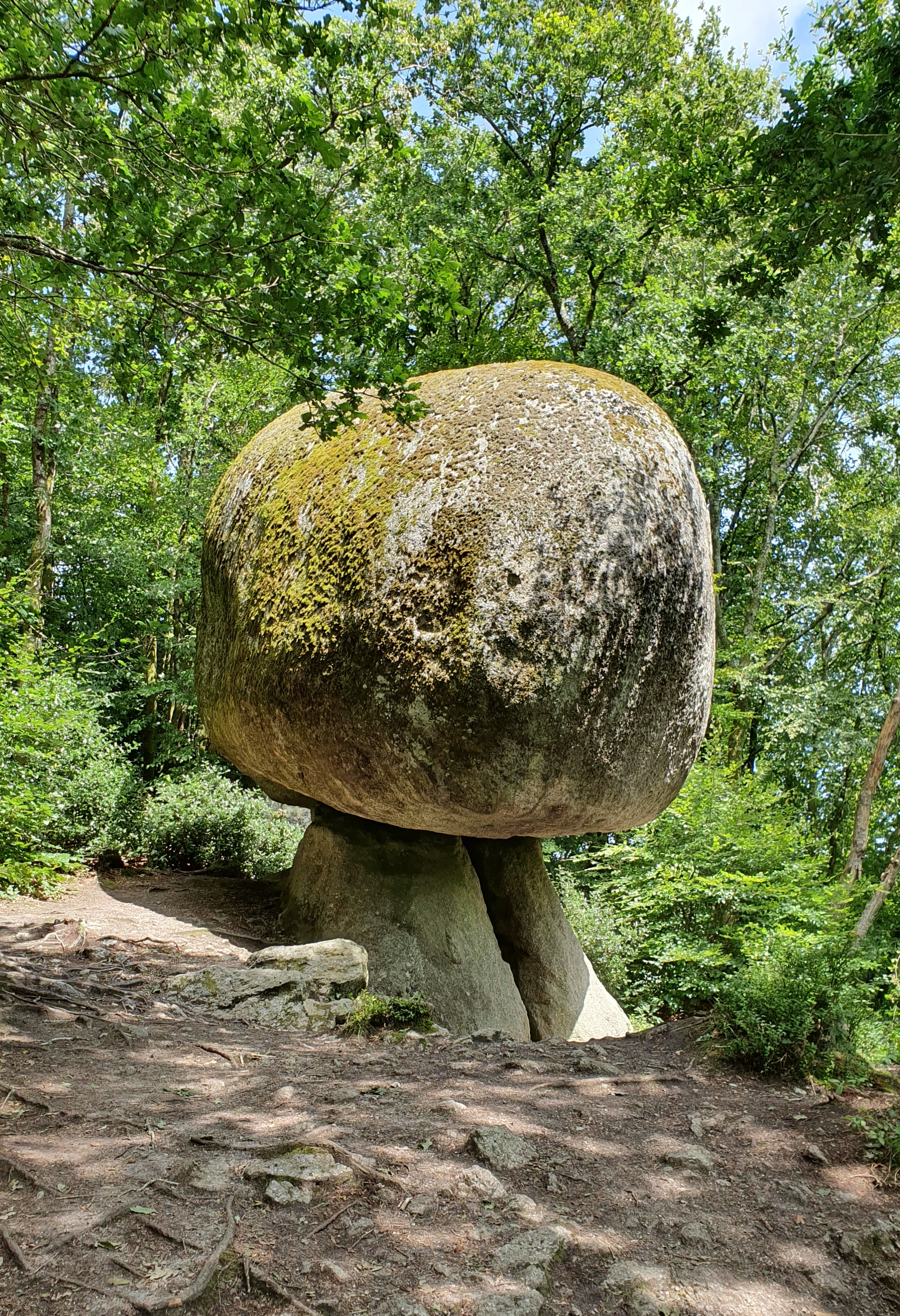
Le Champignon

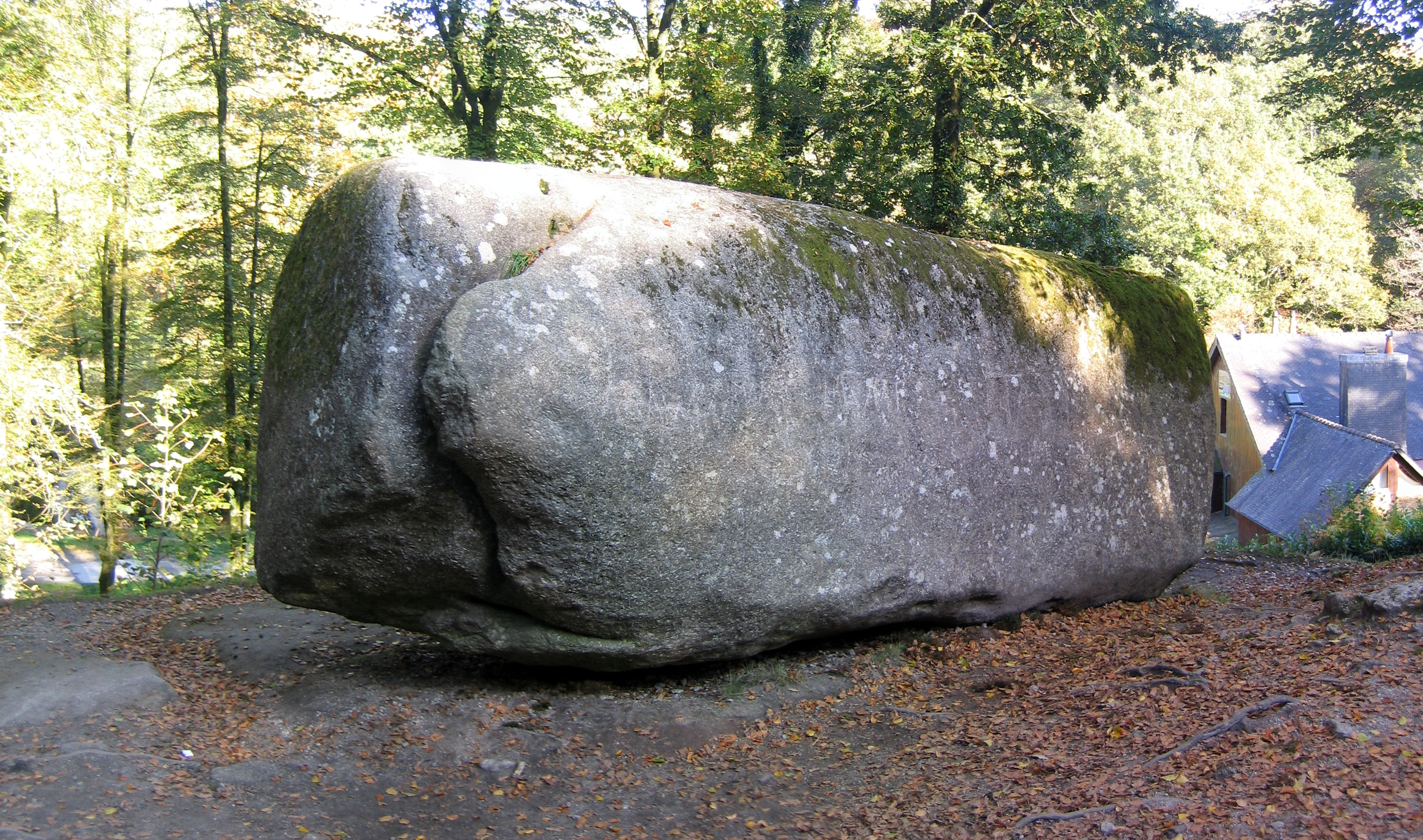
La roche tremblante

## La pierre tremblante de Huelgoat
La pierre tremblante fait partie du massif granitique de Huelgoat, pluton formant une ellipse de 100 km2 au cœur d'une structure anticlinale. De teinte blanc bleuté, la roche est un monzogranite porphyroïde à cordiérite qui représente les produits de cristallisation finale du magma. De texture porphyroïde grenue, sa paragénèse comprend :  des phénocristaux de felspath potassique, de gros cristaux de cordiérite et des grains de quartz plus ou moins globuleux. Localement le granite renferme des schlieriens de biotite noire et des bouffées pegmatitiques, bordées de différenciations riches en biotite, essentiellement constituées de porphyroblastes de microcline perthitique (5 cm) maclés Carlsbad, et de gros cristaux (2-3 cm) de cordiérite légèrement pinnitisée (altération de la cordiérite verte en une variété de mica blanc, la pinnite). Il montre également la présence d'enclaves magmatiques essentiellement constituées de microdiorites. La roche tremblante de Huelgoat est l'une des attractions les plus prisées des visiteurs de la forêt.
La forêt de Huelgoat est une place forte pour observer le phénomène géologique que sont les chaos issus ici essentiellement d'une altération qui date du Tertiaire (-2.6 millions d'années) sous un climat tropical humide. Les légendes leur faisant référence sont un attrait supplémentaire pour les touristes, qui se pressent nombreux au cœur de l’espace boisé. Le site était déjà fréquenté au XVIIe siècle par des visiteurs de passage à Huelgoat. Aujourd’hui, les visiteurs viennent de toute la France, et la majorité des Bretons connaissent très bien le lieu, occupé par une trentaine de sites granitiques, et en particulier par la Pierre tremblante, vedette de la forêt. À ses côtés sont aussi visités le « Ménage de la vierge », « la Roche cintrée », ou le « Fauteuil du Diable », et en contrebas dans la vallée de l'Argent, le « Champignon de pierre » et la « Grotte du diable » qui correspondent à des amoncellements de boules granitiques.
Si pour certaines roches, l’action de les faire bouger relève de toute une symbolique, ce n’est pas le cas pour la pierre tremblante de Huelgoat. Il s’agit simplement d’un engouement des visiteurs qui se plaisent à faire bouger un énorme bloc granitique, et du discours qui est mis en place pour attirer vers ce phénomène géologique. La signalétique conduit les touristes vers la roche, dont le mouvement est souvent si difficile à voir du fait sa grosseur que cela donne lieu à de longues tergiversations. L'un des angles est érodé de telle manière que l'on peut y caler son dos pour donner l'impulsion à la pierre qui permettra de la voir osciller. Au pied de cette excavation, une petite mare témoigne de l'usure du sol par les pieds des visiteurs et des guides venant la faire bouger. Sur le sommet de la roche, une rangée de trous marque l'emplacement d'une série de coins de fer ayant servi à tenter de fendre cette dernière. 

## Légende
La légende veut que Gargantua, bon géant célébré par Rabelais, se soit vengé du maigre repas que lui avaient offert les habitants de la « Haute Forêt » (Huelgoat) en lançant, depuis le pays de Léon (nord du Finistère) et jusqu'au Huelgoat, d'énormes galets polis par la mer.